# Липа Богдана Хмельницького (Львівська область)
Ли́па Богда́на Хмельни́цького — найстаріша липа України; ботанічна пам'ятка природи місцевого значення. Росте у Золочівському районі Львівської області, при трасі Сасів — Колтів. 
Площа природоохоронної території 0,05 га. Обхват стовбура 7,30 м, висота 15 м, вік близько 600 років. У 2010 році Мінприроди України присвоїло липі звання Національного дерева України. Названа на честь Богдана Хмельницького; за легендою він відпочивав під нею восени 1648 року. На липі повішено дві ікони. 
Входить до складу Національного природного парку «Північне Поділля»

## Див. також

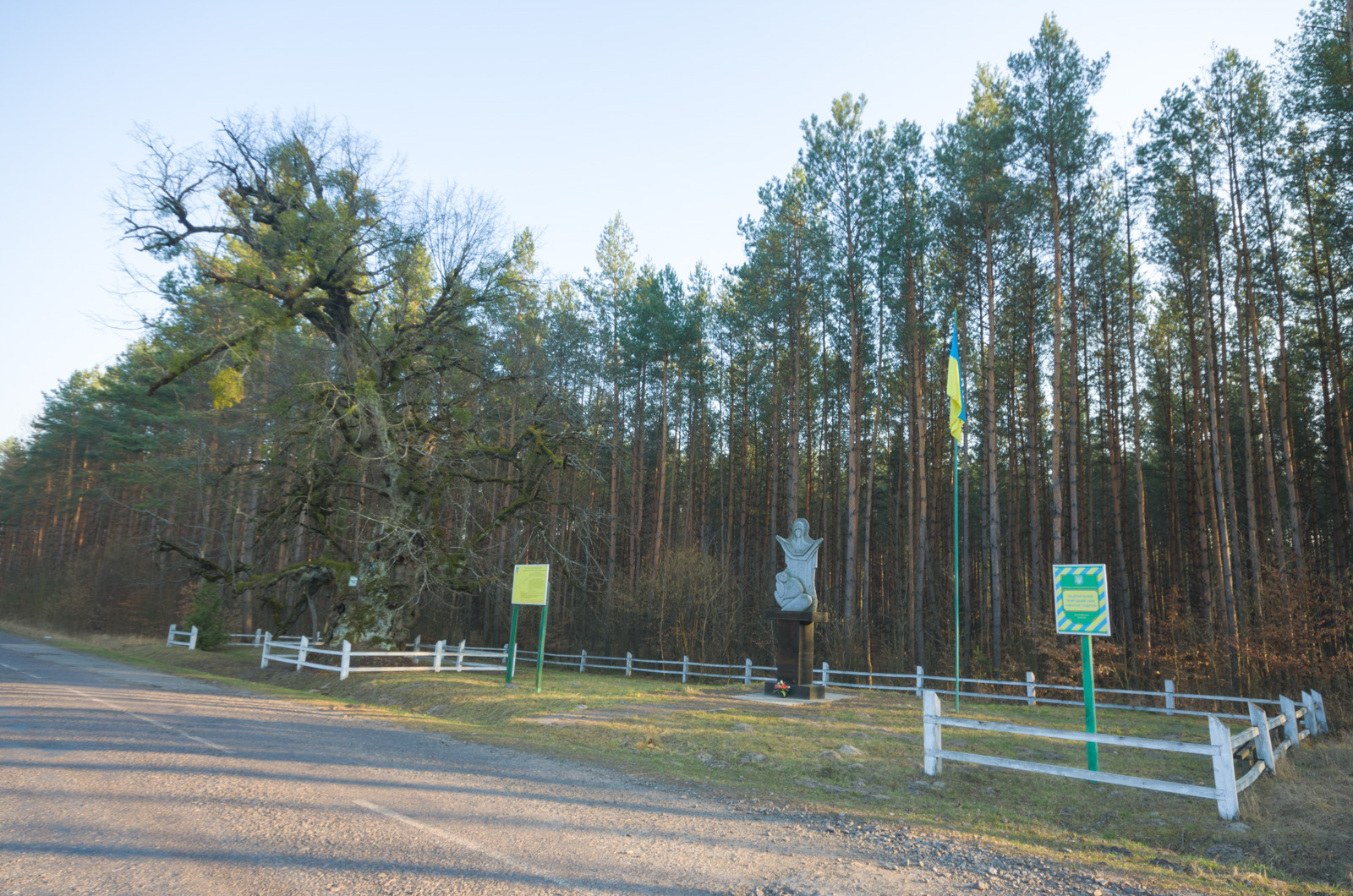

## Виноски
1. 1 2 3   Шнайдер С. Л., Борейко В. Е., Стеценко Н. Ф. 500 выдающихся деревьев Украины. — К.: КЭКЦ, 2011. — 203 с.